# Hozier
Andrew John Hozier-Byrne (Bray, 17 maart 1990), kortweg bekend als Hozier, is een Ierse muzikant. Hij brak in 2013 door met het nummer Take Me to Church.

## Carrière

### Beginjaren (2009-2012)
Hozier begon aan een opleiding muziek aan de Universiteit van Dublin, maar stopte halverwege het eerste jaar om demo's op te nemen voor Universal Music. Hij was lid van het ensemble Anúna tussen 2009 en 2012. Daarna begon Hozier aan zijn solocarrière.

### Doorbraak als soloartiest en debuutalbum (2013-2014)
In 2013 verscheen de ep Take Me to Church. Het titelnummer Take Me to Church ging viraal op YouTube en Reddit en betekende de doorbraak van Hozier als soloartiest. Het werd wereldwijd een grote hit, die in veel landen werd onderscheiden met goud en platina. Het stond 74 weken in de Dutch Charts 100.
Ook zijn debuutalbum Hozier, uitgebracht in september 2014, werd in verschillende landen een groot succes en is een klassieker geworden. Zo had het album nog een notering in The Year-End Chart 2023 van de Billboard 200 albums.
Hozier speelde op 14 augustus 2014 op Pukkelpop en in juni 2014 speelde hij op de eerste editie van het festival Down The Rabbit Hole in Beuningen, Gelderland.

### EPNina Cried Poweren tweede album,Wasteland, Baby!(2018-2019)
Op Nina Cried Power verzorgde Mavis Staples van The Staple Singers extra zang.
Zijn tweede studioalbum, Wasteland, Baby!, verscheen in 2019. Het evenaarde niet het succes van het debuutalbum. Zo was de verkochte oplage in de Verenigde Staten  zes keer minder.
In 2018 toen de single Movement veel airplay had op NPO 3FM wat doorging tot ver in 2019 bracht Hozier een bezoek aan de 3FM-studio waar hij sprak met d.j. Angelique Houtveen over ondere andere de invloed van Blues en Gospel op Soul en Jazz en doorlopend ook op Rock-'n-roll en alle muziekgenres en dat nummer maar ook Nina Cried power live bracht.

### Derde albumUnreal Unearth, EPUnhearden de singleToo Sweet(2023-2024)
In vele landen succes voor het in augustus 2023 uitgebrachte album Unreal Unearth. In diverse landen wordt de top 10 behaald. In Nederland nummer 2 als hoogste positie in de album-lijst van Dutch Charts.  De in maart 2024 uitgebrachte EP Unheard weet ook diverse hitlijsten te bereiken. Maar ook dit recentste uitgebrachte "album-werk" ( 4 nummers die om verschillende redenen niet op het album Unreal Unearth kwamen) evenaart niet het unieke succes van zijn debuutalbum. In de Verenigde Staten bereikte het de top 10 van Billboard 200.
Na jaren wat mager hitsucces ondanks zijn aanhoudende populariteit is er weer een grote hit. De in 2024 uitgebrachte single Too Sweet (afkomstig van de EP Unheard) bereikt vele hitlijsten wellicht mede door een creditering voor de song van zeven componisten en vijf producers. In de Amerikaanse hitlijst Billboard Hot 100 bereikt het de nummer één positie. Het had 34 jaar geduurd tot dat er weer een Ierse artiest  die lijst aanvoert. Ook weet Too Sweet de nummer één positie te bereiken in Het Verenigd Koninkrijk. Ook daar is het zijn eerste nummer één hit en daarmee zijn tweede Top 10 hit. Het inmiddels uit 2013 stammende Take Me to Church bleef er steken op de nummer twee positie.

### Unaired, de tweede EP in één jaar en de singleNobody's Soldier(augustus 2024)
Op 16 augustus 2024 werd de EP Unaired gereleased. Het heeft drie tracks waarvan Nobody's Soldier uitgebracht is als single. Op NPO 3FM werd het 3FM Megahit. July en That You Are by Hozier & Bedouine zijn de andere nummers.
Op 6 december 2024 verscheen de single Hymn to Virgil. Het had weinig succes maar wist in thuisland Ierland nog wel de The Irish Homegrown top 20 te bereiken. Binnenkort zal een nieuw album uitkomen.

## Pinkpop 2024
Hozier gaf op 23 juni 2024 een concert voor tienduizenden op de finaledag van het meerdaagse muziekfestival Pinkpop te Landgraaf. Hij speelde onder andere From Eden, Take Me to Church, Work Song en Too Sweet. Het nummer Work Song werd mede gespeeld door Ed Sheeran en kreeg zo een extra dimensie. In het kader van NPO Pinkpop 2024 (aflevering 4) had dj, presentatrice Eva Cleven een gesprek met Hozier over zijn carrière en zijn hits Take Me to Church en  Too Sweet.

## Discografie

### Albums
- Hozier (2014)
- Wasteland, Baby! (2019)
- Unreal Unearth (2023)

### Ep's
- Take Me to Church (2013)
- From Eden (2014)
- Spotify Session London (2014)
- Live in America (2015)
- Nina Cried Power (2018)
- Spotify Singles (2019)
- Eat Your Young (2023)
- Unheard (2024)[19]
- Unaired (2024)[13]

### Singles
- Take Me to Church (2013)
- From Eden (2014)
- Sedated (2014)
- Work Song (2015)
- Someone New (2015)
- Cherry Wine (2016)
- Better Love (2016, soundtrack The Legend of Tarzan)
- Nina Cried Power (2018, met Mavis Staples)
- Movement (2018)
- To Noise Making (Sing), (2019)[20]
- Almost (Sweet music) (2019)
- Tell It to My Heart (2021, Meduza featuring Hozier)
- Blood Upon the Snow (2022, met Bear McCreary)
- Eat Your Young (2023)
- Too Sweet (2024)
- Nobody's Soldier (2024)[13]

## Hitlijsten

### Albums
| Album met eventuele hitnotering(en) in de Nederlandse Album Top 100 | Datum van verschijnen | Datum van binnenkomst | Hoogste positie | Aantal weken | Opmerkingen |  |
| ------------------------------------------------------------------- | --------------------- | --------------------- | --------------- | ------------ | ----------- |  |
| Hozier                                                              | 03-10-2014            | 11-10-2014            | 7               | 145*         | platina     |  |
| Wasteland, Baby!                                                    | 01-03-2019            | 09-03-2019            | 15              | 8            |             |  |
| Unreal Unearth                                                      | 18-08-2023            | 26-08-2023            | 2               | 26           |             |  |

| Album met hitnotering(en) in de Vlaamse Ultratop 200 albums | Datum van verschijnen | Datum van binnenkomst | Hoogste positie | Aantal weken | Opmerkingen                     |
| ----------------------------------------------------------- | --------------------- | --------------------- | --------------- | ------------ | ------------------------------- |
| Hozier                                                      | 03-10-2014            | 18-10-2014            | 2               | 154*         | aug. 2023 re-entry na jan. 2016 |
| Wasteland, Baby!                                            | 01-03-2019            | 09-03-2019            | 19              | 9            |                                 |
| Unreal Unearth                                              | 18-08-2023            | 26-08-2023            | 7               | 17           |                                 |

### Singles
| Single met eventuele hitnotering(en) in de Nederlandse Top 40 | Datum van verschijnen | Datum van binnenkomst | Hoogste positie | Aantal weken | Opmerkingen                                |
| ------------------------------------------------------------- | --------------------- | --------------------- | --------------- | ------------ | ------------------------------------------ |
| Take Me to Church                                             | 2013                  | 12-07-2014            | 34              | 4            | Nr. 2 in de Single Top 100                 |
| Take Me to Church                                             | 2013                  | 21-11-2014            | 2               | 24           | Re-entry 74 weken in Dutch Charts 100      |
| From Eden                                                     | 2014                  | 21-03-2015            | tip2            | -            |                                            |
| Someone New                                                   | 2015                  | 04-07-2015            | tip13           | -            |                                            |
| Nina Cried Power                                              | 2018                  | 15-09-2018            | tip7            | -            | met Mavis Staples                          |
| Movement                                                      | 2018                  | -                     | -               | -            | 3FM radio-hit                              |
| Tell It to My Heart                                           | 2021                  | 29-10-2021            | 26              | 6            | met Meduza                                 |
| Eat Your Young                                                | 2023                  | 25-03-2023            | tip14           | 6            |                                            |
| Too Sweet                                                     | 2024                  | 30-03-2024            | 17              | 8            | Nr. 1 in de 3FM Verlanglijst               |
| Nobody's Soldier                                              | 2024                  | 24-08-2024            | tip 20          | 3            | 3FM Megahit / Nr. 8 in de 3FM Verlanglijst |

| Single met hitnotering(en) in de Vlaamse Ultratop 50 | Datum van verschijnen | Datum van binnenkomst | Hoogste positie | Aantal weken | Opmerkingen       |
| ---------------------------------------------------- | --------------------- | --------------------- | --------------- | ------------ | ----------------- |
| From Eden                                            | 2014                  | 24-05-2014            | tip9            | -            |                   |
| Take Me to Church                                    | 2013                  | 16-08-2014            | 1(10wk)         | 36           |                   |
| Someone New                                          | 2015                  | 11-04-2015            | tip5            | -            |                   |
| Angel of Small Death & the Codeine Scene             | 2015                  | 03-10-2015            | tip4            | -            |                   |
| Cherry Wine                                          | 2016                  | 27-02-2016            | tip             | -            |                   |
| Better Love                                          | 2016                  | 23-07-2016            | tip             | -            |                   |
| Nina Cried Power                                     | 2018                  | 15-09-2018            | tip30           | -            | met Mavis Staples |
| Movement                                             | 2018                  | 24-11-2018            | tip14           | -            |                   |
| Almost (Sweet Music)                                 | 2019                  | 27-04-2019            | tip33           | -            |                   |
| Too Sweet                                            | 2024                  | 30-03-2024            | 15              | 21*          |                   |

### NPO Radio 2 Top 2000
| Nummers met noteringen in de NPO Radio 2 Top 2000 | '14 | '15 | '16 | '17 | '18 | '19 | '20 | '21 | '22 | '23 | '24  |
| ------------------------------------------------- | --- | --- | --- | --- | --- | --- | --- | --- | --- | --- | ---- |
| Take Me to Church                                 | 521 | 103 | 198 | 269 | 327 | 360 | 423 | 436 | 465 | 317 | 234  |
| Too Sweet                                         | ×   | ×   | ×   | ×   | ×   | ×   | ×   | ×   | ×   | ×   | 1765 |

1. ↑  Een '×' betekent dat het nummer nog niet was uitgebracht en een vetgedrukt getal geeft de hoogste notering van een nummer aan.
2. ↑  2014 was het eerste jaar met een notering voor Hozier.